# Гребне колесо

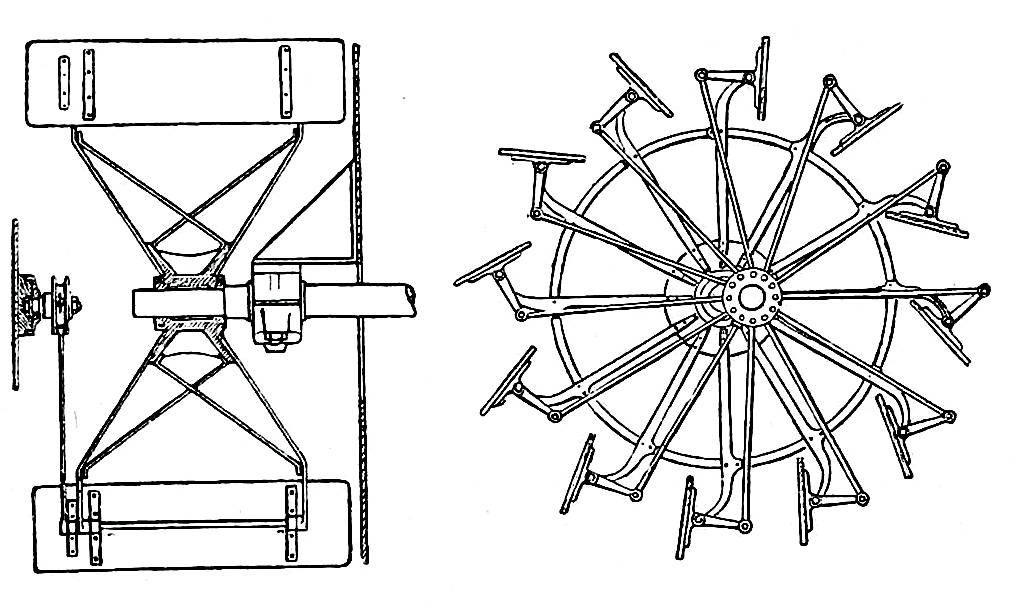
Схема гребного колеса (малюнок з статті «Колесо гребное»)

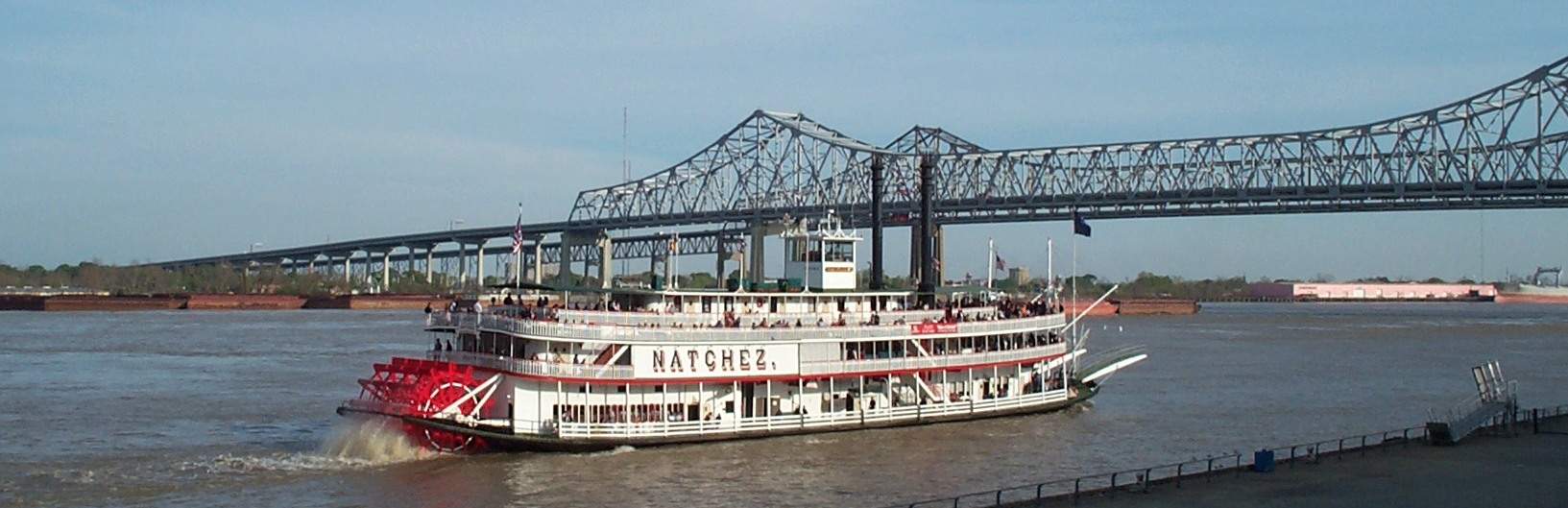
Туристичний пароплав з кормовим гребним колесом на річці Міссісіпі

Гребне ко́лесо — вид рушія, що використовується для приведення в рух суден (переважно колісних пароплавів). Являє собою велике колесо з лопатями (плицями), які занурюються в воду.
Гребне колесо по конструкції аналогічно водяному колесу, з тією лише різницею, що не вода приводить в рух колесо, а колесо використовується для руху.
Завдяки оптимальним оборотам поршневої парової машини, гребні колеса пароплавів не потребують застосування редукторів, двигун приводить колеса безпосередньо. Застосування гребних коліс на суднах з двигуном внутрішнього згоряння вимагає використання трансмісії з редукцією — шестіренчатого редуктора з пристроєм для реверсування (реверс-редуктора), гідростатичного привода або електротрансмісії.

## Недоліки
- Основна проблема при використанні гребневого колеса — при сильній бортовій хитавиці праве і ліве гребне колесо по черзі повністю виходять з води і, відповідно, занурюється у воду надто глибоко, судно рискає, через що нормальний рух стає неможливим. Також при сильному хвилюванні колеса піддаються великим динамічним навантаженням, що виводить їх з ладу.
- Низький коефіцієнт корисної дії — близько 30 % (ККД вже перших вдалих гребних гвинтів — до 40 %).
- Більша вага, ніж у гвинтів і, отже, більша водотоннажність судна і витрата палива.
- Велика залежність від осадки судна.
- Застосування гребних коліс вимагає розміщувати ходові машини вище ватерлінії, що також зменшує доступні корисні об'єми, а на військовому флоті — збільшує вразливість машинного відділення.
- Бортові колеса вимагають великих обносів, збільшують габарити судна, зменшують корисну площу палуби.
- Кормові колеса менш ефективні гідродинамічно, збільшуючи опір корпусу, з-під якого вони відкачують воду.

## Переваги
- Кормове гребне колесо в умовах обмеженої осадки судна створює упор, що набагато перевищує упор гребного гвинта[2].
- Бортові гребні колеса уможливлюють розвертатися майже на місці.
- Також, гребні колеса забезпечують велику силу тяги з місця, що зручно для буксирів, а також дозволяє їм мати меншу осадку. Саме тому в СРСР будівництво річкових колісних буксирів (але вже теплоходів, з дизельними двигунами) тривало до 1991 року (буксири-штовхачі серії БТК[3]). Приклад сучасного колісного судна — пасажирський теплохід проекту ПКС-40 (тип «Сура»), оснащений кормовими гребними колесами.